# Afjet Afyon Spor Kulübü
L'Afjet Afyon Spor Kulübü, meglio noto come Afjet Afyon, è una società polisportiva turca con sede a Afyonkarahisar, in Turchia. Milita attualmente nella terza divisione turca.
Fondato nel 2013, gioca in tenute bianca e viola e disputa le partite interne allo Stadio Afyonkarahisar.

## Storia
Al termine della stagione 2017-2018 è stato promosso nella seconda divisione turca grazie alla vittoria dei play-off di TFF 2. Lig. L'anno dopo il club è retrocesso a causa del terzultimo posto finale in classifica.

## Palmarès

### Competizioni nazionali
- TFF 3. Lig: 1

2016-2017

### Competizioni regionali
- Bölgesel Amatör Lig: 1

2015-2016

### Altri piazzamenti
- TFF 2. Lig:

Vittoria play-off: 2017-2018

## Organico

### Rosa 2018-2019
Aggiornata al 21 gennaio 2019.
| N. |                    | Ruolo | Calciatore      |
| -- | ------------------ | ----- | --------------- |
| 2  | Turchia (bandiera) | D     | Türker Toptaş   |
| 3  | Turchia (bandiera) | D     | Gökhan Kardeș   |
| 4  | Turchia (bandiera) | D     | Bayram Çetin    |
| 5  | Turchia (bandiera) | C     | Yasin Yener     |
| 6  | Turchia (bandiera) | C     | Mehmet Güven    |
| 7  | Turchia (bandiera) | C     | Sinan Özkan     |
| 8  | Turchia (bandiera) | C     | Timuçin Aşcıgil |
| 11 | Turchia (bandiera) | A     | Enes Ata        |
| 15 | Turchia (bandiera) | D     | Mehmet Sedef    |
| 17 | Turchia (bandiera) | A     | Onur Toprak     |
| 18 | Turchia (bandiera) | C     | Metin Yüksel    |
| 20 | Turchia (bandiera) | D     | Nazmi Candoğan  |

| N. |                        | Ruolo | Calciatore         |
| -- | ---------------------- | ----- | ------------------ |
| 21 | Azerbaigian (bandiera) | C     | Ilter Tashkin      |
| 22 | Turchia (bandiera)     | D     | Cenk Güvenç        |
| 26 | Turchia (bandiera)     | D     | Ugur Akdemir       |
| 29 | Turchia (bandiera)     | D     | Ali Kılıç          |
| 40 | Turchia (bandiera)     | P     | Bekir Demircan     |
| 42 | Turchia (bandiera)     | D     | Emre Öztürk        |
| 43 | Turchia (bandiera)     | D     | İsmet Benli        |
| 48 | Turchia (bandiera)     | A     | Aykut Uluç         |
| 53 | Turchia (bandiera)     | A     | Ersel Aslıyüksek   |
| 61 | Turchia (bandiera)     | A     | Oltan Karakullukçu |
| 77 | Senegal (bandiera)     | A     | Théo Mendy         |